# Awadhiella
Awadhiella, monotipski rod parožina čijna je jedina vrsta A. indica, slatkovodna alga iz Indije.,